# Drágakő

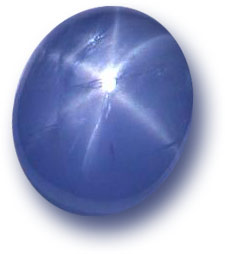
Csillaghatás megmunkált zafír kristályon

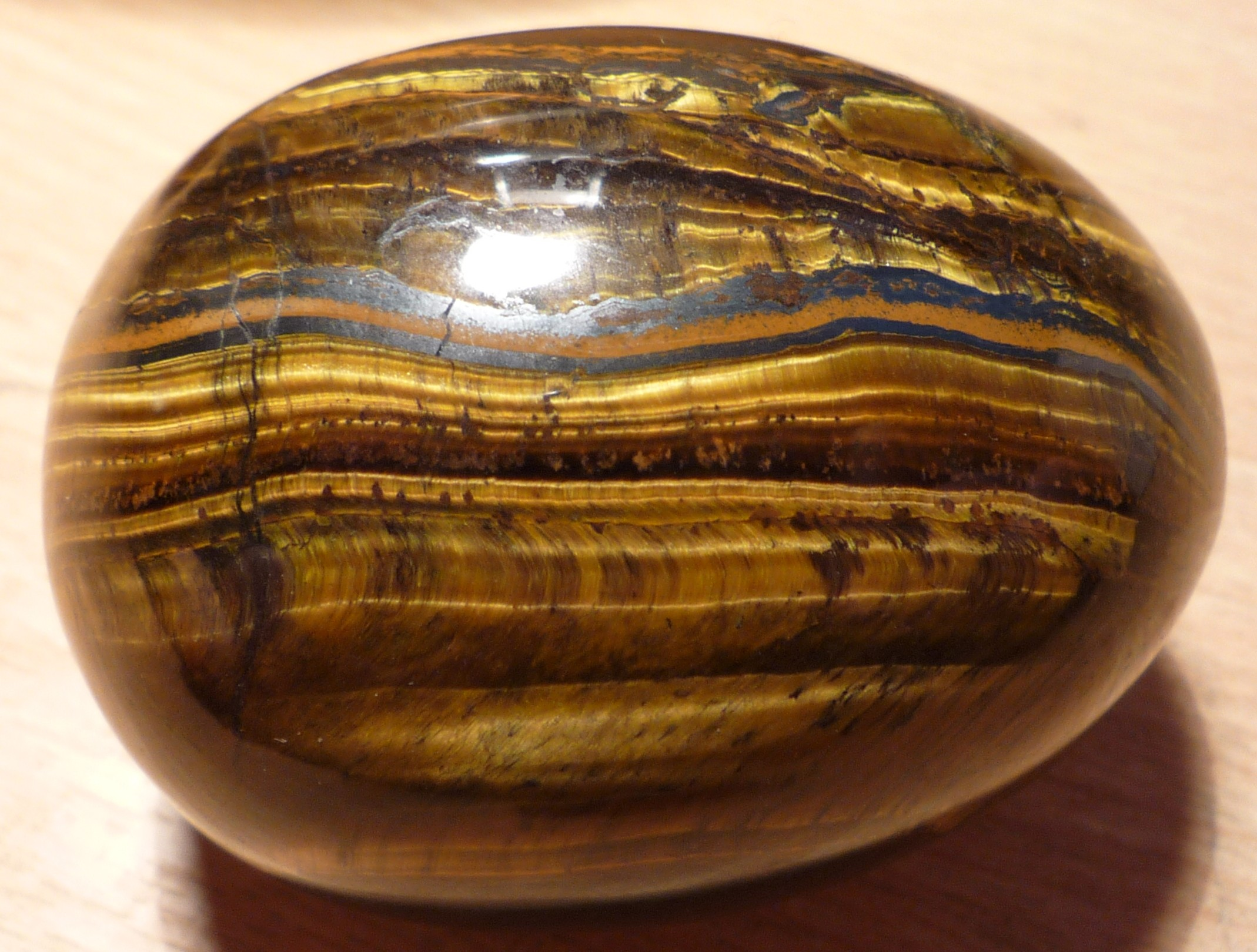
Tojás alakú tigrisszem

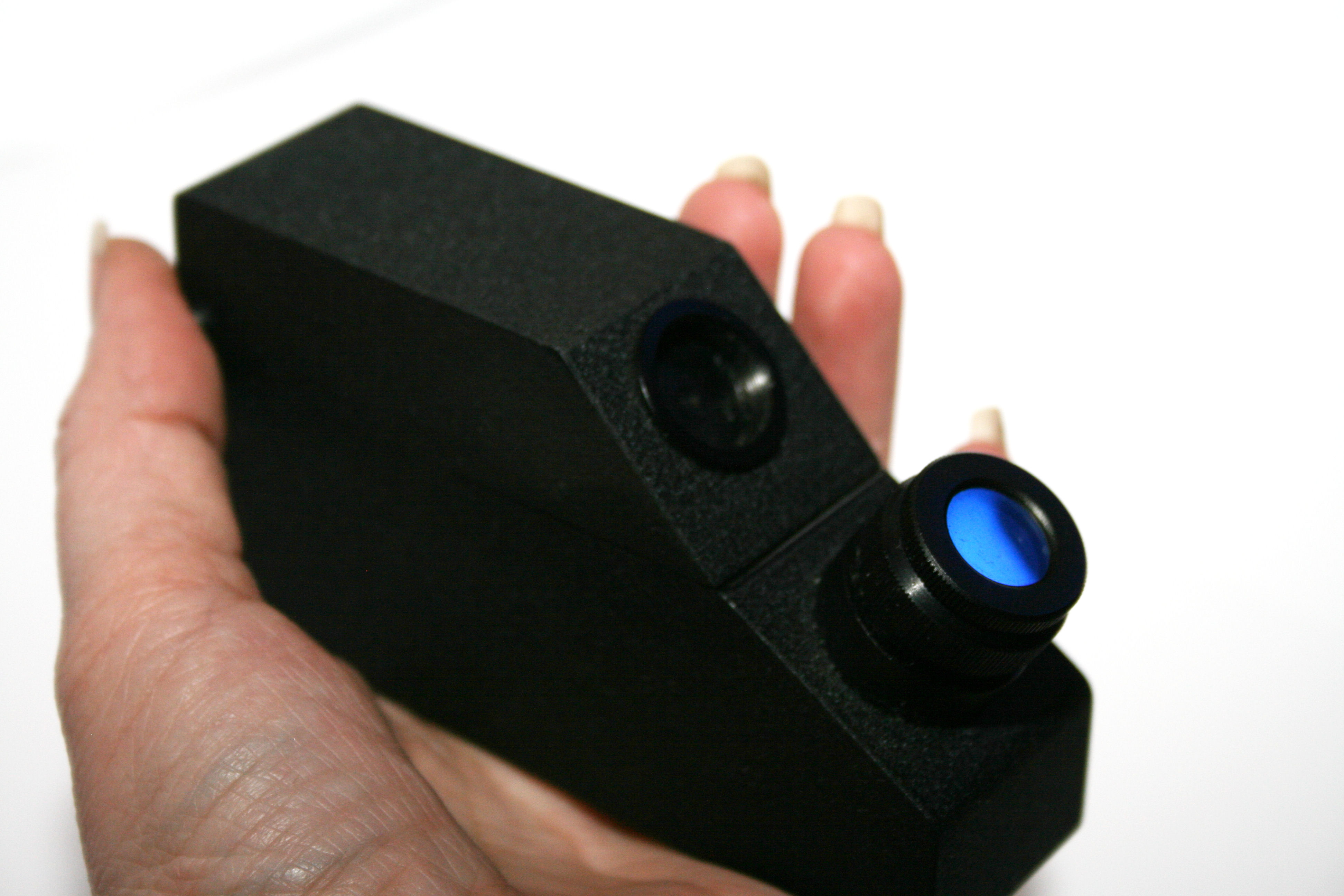
Hordozható törésmutató-mérő

A drágakövek olyan természetes keletkezésű ásványok, melyek szépségük, ritkaságuk és megfelelő keménységük (időtállóságuk) alapján megnyerték az emberiség tetszését és megkülönböztető értékítéletét. A drágakövek tanulmányozásával a drágakőtudomány vagy gemmológia foglalkozik. A drágakövek többsége szervetlen eredetű, de biogén ásványos anyagok is ismertek csoportjukban: például gyöngy, korall, borostyán.
Egy hagyományos felosztás szerint a drágakövek egy részét igazi drágaköveknek, másokat féldrágaköveknek nevezik. Az első csoportba sorolják a gyémántot, zafírt, rubint és smaragdot, az összes többit féldrágakőnek tekintik. E felosztás elfogadottsága nem általános, szakszerűbb az elsőrendű és a másodrendű drágakő elnevezés. 

## Szépség
Bizonyos ásványokat színükért, másokat fényükért (például a gyémántot csodálatos csillogásáért, amely a magas törésmutatónak köszönhető teljes visszaverődés eredménye), vagy a rajtuk észlelhető fényjelenségekért (például a zafírt aszterizmusáért (csillaghatásáért)), esetleg szabályosan elhelyezkedő zárványaiért (például tigrisszem) kedvelünk jobban, mint a többieket.

## Ritkaság
A drágakövek keletkezéséhez az alkotóelemeken kívül speciális külső körülmények (hőmérséklet, nyomás, megfelelő összetételű oldat stb.) szükségesek. Szénből csak szélsőséges nyomás és hőmérsékleti viszonyok között, a kimberlitkürtőkben kristályosodik gyémánt. A földkéregben uralkodó mennyiségű SiO2-ból nagyon ritka esetben képződik nemesopál. A drágakövek tehát nem találhatók bárhol és tetszőleges mennyiségben, felkutatásuk, kitermelésük és feldolgozásuk rengeteg időt, pénzt és emberi munkát igényel. Nagy tisztaságú szintetikus drágakövek és kristályok állíthatóak elő a Czochralski-módszerrel.

## Keménység
A drágaköveket ősidők óta dísztárgyakba, ékszerekbe foglalják be, vagy éppen belőlük készítenek használati tárgyakat. Ezeknek a tárgyaknak bírniuk kell a hordást, a gyakori igénybevételt, azaz a drágaköveknek megfelelően ellenállónak kell lenniük ahhoz, hogy tartósan az emberek birtokában lehessenek.
A különböző ásványok keménységét a Mohs-skálán jellemzik.

## A drágakövek kezelése
A színhatás fokozása érdekében gyakran kezelik a drágaköveket, de a kezelés nem mindegyik kőnél válik be, mert visszatérhet az eredeti tónus.

### Hőkezelés
Évszázadok óta bevett gyakorlat. A hő javítja a drágakövek színhatását. Az eljárást az ametiszt, az ametrin, az akvamarin, a citrin, a rubin, a tanzanit és a zafír színének javításánál alkalmazzák. Hőkezeléskor a gyémántot bórsavval kell bevonni, nehogy a felülete megégjen, vagy akár az egész drágakő megsemmisüljön.

### Viaszolás, olajozás
A smaragd és a türkiz természetes repedéseit viasszal vagy olajjal álcázzák. Ez a kezelés nemcsak a repedéseket tünteti el, de a drágaköveknek világosabb színt is ad.

### Sérülések eltüntetése
A gyémánt, a smaragd és a zafír töréseit, repedéseit ólomüveggel tömik be, így próbálják eltüntetni a drágakövek sérüléseit, azonban az ilyen kezeléseket könnyű felismerni. 2006-ban egy "üvegszálas rubin" kapott nyilvánosságot.

## Szakirodalom
- Oberfrank Ferenc, dr. – Rékai Jenő: Drágakövek (Műszaki Könyvkiadó, 1982)
- Walter Schumann: Drágakő biblia (Glória, 1993)

## Fordítás
Ez a szócikk részben vagy egészben  a   Gemstone című angol Wikipédia-szócikk fordításán alapul.  Az eredeti cikk szerkesztőit annak laptörténete sorolja fel. Ez a jelzés csupán a megfogalmazás eredetét és a szerzői jogokat jelzi, nem szolgál a cikkben szereplő információk forrásmegjelöléseként.

## Ajánlott irodalom
- Cally Hall. Drágakövek. Budapest: Panem Kft (1994). ISBN 963 545 0125